# Dmitrij Subbotin
Dmitrij Nikołajewicz Subbotin, ros. Дмитрий Николаевич Субботин (ur. 20 października 1977 w Tomsku) – rosyjski hokeista, reprezentant Rosji, trener.
Jego brat Andriej (ur. 1973) także został hokeistą.

## Kariera zawodnicza
- Kiedr Tomsk (1991-1992)
- Awtomobilist Jekaterynburg (1993-1995)
- Awtomobilist 2 Jekaterynburg (1993-1994)
- SKA-Awtomobilist 2 Jekaterynburg (1994-1995)
- CSKA Moskwa (1995-1998)
- CSKA 2 Moskwa (1995-1997)
- Dinamo Moskwa (1998)
- Łada Togliatti (1998-2000)
- Łada 2 Togliatti (1999/2000)
- Dinamo Moskwa (2000-2001)
- Mietałłurg Magnitogorsk (2001-2002)
- Mietałłurg 2 Magnitogorsk (2001/2002)
- Siewierstal Czerepowiec (2002)
- Siewierstal 2 Czerepowiec (2002)
- CSKA Moskwa (2002-2003)
- CSKA 2 Moskwa (2003)
- Awangard Omsk (2003-2005)
- Saławat Jułajew Ufa (2005)
- HK MWD Bałaszycha (2005-2007)
- Witiaź Czechow (2007-2008)
- HK MWD Bałaszycha (2008-2009)
- HK MWD 2 Bałaszycha (2008-2009)
- Jugra Chanty-Mansyjsk (2009-2010)
- Rubin Tiumeń (2010-2011)
- Dinamo Bałaszycha (2011/2012)

Wychowanek Kiedra Tomsk. Uczestniczył w turnieju mistrzostw Europy juniorów do lat 18 edycji 1995 i seniorskich mistrzostw świata edycji 1999

## Kariera trenerska
- MHK Dinamo Moskwa (2019-2022), asystent trenera
- Russkie Witiazi Czechow (2022-2023), asystent trenera
- Zwiezda Moskwa (2023-), asystent trenera

W 2019 został trenerem w sztabie klubu MHK Dinamo Moskwa z rozgrywek juniorskich MHL. W lipcu 2022 wszedł do sztabu Russkich Witiaziów Czechow w tej samej lidze. W połowie 2023 został asystentem w szabie klubu Zwiezda Moskwa.

## Sukcesy
Klubowe
- Złoty medal mistrzostw Rosji: 2004 z Awangardem Omsk
- Puchar Mistrzów: 2005 z Awangardem Omsk
- Złoty medal wyższej ligi: 2010 z Jugrą Chanty-Mansyjsk
- Złoty medal WHL /  Puchar Bratina: 2011 z Rubinem Tiumeń